# Avro 584 Avocet
L' Avro 584 Avocet est un chasseur léger embarqué monoplace britannique de l'entre-deux-guerres. Cet appareil qui fait partie de ce qu'on appelle en France les « Chasseurs Jockey » ne fut pas produit en série.

## Origine et description
Le programme 17/25 du ministère de l'air britanniques portait sur un chasseur monoplace destiné à la Fleet Air Arm, de construction entièrement métallique à revêtement travaillant. Le moteur était imposé, un 7 cylindres en étoile Armstrong Siddeley Lynx de 230 ch, et l’appareil devait pouvoir recevoir soit un train d’atterrissage terrestre soit des flotteurs. 
Pour répondre à ce programme Roy Chadwick proposa un biplan à ailes inégales décalées dont la voilure n’était pas repliable mais facilement démontable. Pour faciliter les opérations de démontage le plan inférieur passait sous le fuselage, dont la section était circulaire sur toute la longueur. Ce fuselage à structure monocoque était entièrement réalisé en dural. 

## Deux prototypes sans suite
Deux prototypes furent construits, le premier [N.209] prenant l’air en décembre 1927 en version terrestre. Le second [N.210], aménagé en hydravion, vola à son tour en avril 1928, avant de recevoir à son tour un train terrestre en juin 1928. Les deux prototypes furent évalués à Martesham Heath en février 1929, affichant des performances très modestes en raison de la motorisation choisie, mais probablement aussi de l’importante mature d’entreplan liée au mode de construction de la voilure. L’Avocet ne fut pas commandé en série, tout comme son unique concurrent, le Vickers Vireo (en).
Si la Fleet Air Arm se désintéressa de l’Avro 584 le second prototype retrouva ses flotteurs durant l'été 1929. Conservé par la RAF et servit à l'entraînement des pilotes du High Speed Flight de Calshot devant participer à la Coupe Schneider.

## Sources
1. 1 2  F.K. Mason 1992
2. ↑  « Flight 30 mars 1956 p. 364 »
3. 1 2  A.J. Jackson 1989
4. ↑  « Flight 6 septembre 1929 p. 938 »